# Wahlen zum Repräsentantenhaus der Vereinigten Staaten 1956
Bei den Wahlen zum Repräsentantenhaus der Vereinigten Staaten 1956 wurden am 6. November 1956 die Abgeordneten des Repräsentantenhauses gewählt. Im Bundesstaat Maine fanden die Wahlen bereits am 10. September statt. Die Wahlen waren Teil der allgemeinen Wahlen zum 85. Kongress der Vereinigten Staaten in jenem Jahr, bei denen auch ein Drittel der US-Senatoren gewählt wurden. Gleichzeitig fand auch die Präsidentschaftswahl des Jahres 1956 statt, die der Republikanische Amtsinhaber Dwight D. Eisenhower gewann.
Zu dieser Zeit bestanden die Vereinigten Staaten aus 48 Bundesstaaten. Es waren 435 Abgeordnete zu wählen. Die Sitzverteilung basierte auf der Volkszählung von 1950.
Die Wahlen brachten keinen politischen Umschwung in bestimmte Richtungen. Bedingt durch eine blühende Wirtschaft wünschten die Wähler die Erhaltung des Status quo. Die Demokraten gewannen zwei Sitze von den Republikanern hinzu, was aber bundesweit gesehen marginal war.
Vor allem in den Südstaaten knüpften Gesetze das Wahlrecht an ein bestimmtes Mindest-Steueraufkommen. Dadurch wurden ärmere Weiße, vor allem aber viele Afro-Amerikaner vom Wahlrecht ausgeschlossen. Diese Einschränkungen galten bis zur Verabschiedung des 24. Zusatzartikel zur Verfassung der Vereinigten Staaten im Jahr 1964.

## Wahlergebnis
- Demokratische Partei 234 (232) Sitze
- Republikanische Partei 201 (203) Sitze

Gesamt: 435 (435)
In Klammern sind die Ergebnisse der letzten Wahl zwei Jahre zuvor. Veränderungen im Verlauf der Legislaturperiode, die nicht die Wahlen an sich betreffen, sind bei diesen Zahlen nicht berücksichtigt, werden aber im Artikel über den 85. Kongress im Abschnitt über die Mitglieder des Repräsentantenhauses bei den entsprechenden Namen der Abgeordneten vermerkt. Das Gleiche gilt für Wahlen in Staaten, die erst nach dem Beginn der Legislaturperiode der Union beitraten. Daher kommt es in den Quellen gelegentlich zu unterschiedlichen Angaben, da manchmal Veränderungen während der Legislaturperiode in die Zahlen eingearbeitet wurden und manchmal nicht.

## Weblink
- Party Divisions of the House of Representatives, 1789 to Present. In: History, Art and Archives. United States House of Representatives (englisch).